# Lo Plan de Cucas
Lo Plan de Cucas (nom occità; en francès Plan-de-Cuques) és un municipi francès situat al departament de les Boques del Roine i a la regió de Provença – Alps – Costa Blava. L'any 1999 tenia 10.503 habitants.

## Demografia
| Evolució de la població |      |      |      |      |      |      |      |      |
| 1793                    | 1800 | 1806 | 1821 | 1831 | 1836 | 1841 | 1846 | 1851 |
| -                       | -    | -    | -    | -    | -    | -    | -    | -    |

| 1856 | 1861 | 1866 | 1872 | 1876 | 1881 | 1886 | 1891 | 1896 |
| ---- | ---- | ---- | ---- | ---- | ---- | ---- | ---- | ---- |
| -    | -    | -    | -    | -    | -    | -    | -    | -    |

| 1901 | 1906 | 1911 | 1921 | 1926 | 1931 | 1936 | 1946  | 1954  |
| ---- | ---- | ---- | ---- | ---- | ---- | ---- | ----- | ----- |
| -    | -    | -    | -    | -    | -    | -    | 4 536 | 4 713 |

| 1962  | 1968  | 1975  | 1982  | 1990  | 1999   | 2006 | 2011 | 2016 |
| ----- | ----- | ----- | ----- | ----- | ------ | ---- | ---- | ---- |
| 4 949 | 5 183 | 5 892 | 8 119 | 9 847 | 10 472 | -    | -    | -    |

| 2019 | - | - | - | - | - | - | - | - |
| ---- | - | - | - | - | - | - | - | - |
| -    | - | - | - | - | - | - | - | - |

## Administració
| Període   | Identitat            | Partit        |
| --------- | -------------------- | ------------- |
| 1944-1947 | André Bailet         | PCF           |
| 1947-1962 | Théodore Rampal      |               |
| 1962-1965 | Anna Bremond         |               |
| 1965-1989 | Maurice Bertrand     | RPR           |
| 1989-     | Jean-Pierre Bertrand | Divers droite |